# Bârsești (okręg Vâlcea)
Bârsești – wieś w Rumunii, w okręgu Vâlcea, w gminie Mihăești. W 2011 roku liczyła 725 mieszkańców.